# Tinantia erecta
Tinantia erecta là một loài thực vật có hoa trong họ Commelinaceae. Loài này được (Jacq.) Schltdl. miêu tả khoa học đầu tiên năm 1852.